# Stazione di Takatsuki (Osaka)
La stazione di Takatsuki (高槻駅?, Takatsuki-eki) è una stazione ferroviaria di Takatsuki, nella prefettura di Osaka. Si trova sulla linea JR Kyōto, sezione della linea principale Tōkaidō, a 21,2 km da Osaka e 535,7 da Tokyo. Tutti i treni locali, rapidi e rapidi speciali (新快速?, Shin-Kaisoku) fermano a Takatsuki.

## Binari
| 1 | ■Linea principale Tōkaidō (Linea JR Kyōto) | Espresso limitato/Servizio Rapido Speciale per Kyōto, Maibara e Tsuruga                                |
| 2 | ■Linea principale Tōkaidō (Linea JR Kyōto) | Servizio Locale/Rapido per Kyōto, Kusatsu e Maibara                                                    |
| 3 | ■Linea principale Tōkaidō (Linea JR Kyōto) | Servizio Locale per Kyōto e Kusatsu                                                                    |
| 4 | ■Linea principale Tōkaidō (Linea JR Kyōto) | Servizio Locale per Shin-Ōsaka, Ōsaka, Sannomiya, Nishi-Akashi e Takarazuka                            |
| 5 | ■Linea principale Tōkaidō (Linea JR Kyōto) | Servizio Rapido per Shin-Ōsaka, Ōsaka, Sannomiya e Himeji                                              |
| 6 | ■Linea principale Tōkaidō (Linea JR Kyōto) | Espresso limitato/Servizio Rapido Speciale per Shin-Ōsaka, Ōsaka, Sannomiya, Himeji e Aeroporto Kansai |

## Intorno alla stazione

### Uscita NORD(中央口北出口?)
- Grandi magazzini Seibu (西武百貨店, davanti alla stazione)

### Uscita SUD(中央口南出口?)
- Grandi magazzini Matsuzakaya (松坂屋, 1 minuti a piedi[1])
- Stazione di Takatsuki-shi (高槻市駅, distanza di 700 m) -Ferrovie Hankyū, ■ Linea principale Hankyū Kyōto
- Castello Takatsuki (高槻城)

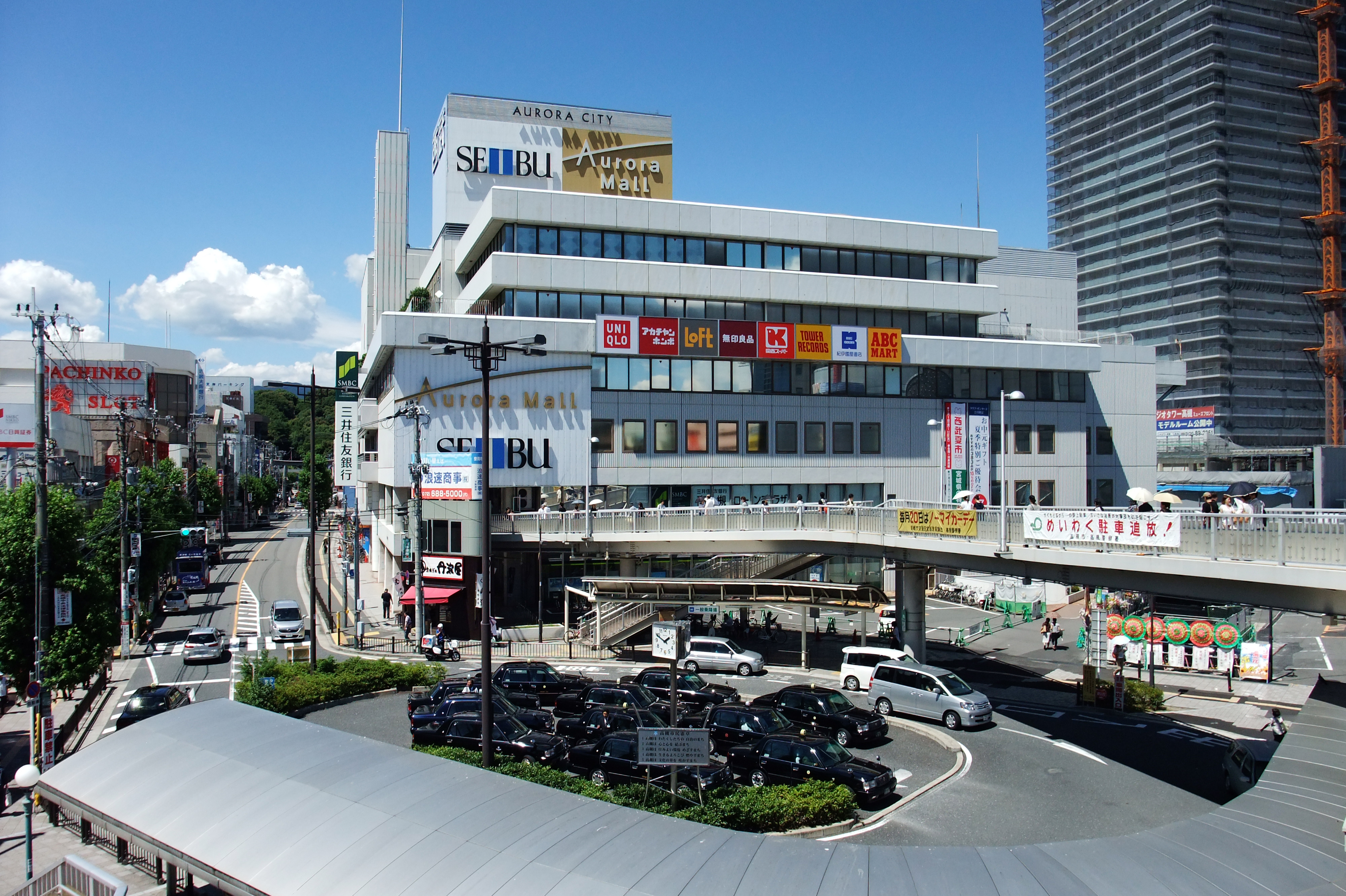
Grandi magazzini Seibu Takatsuki
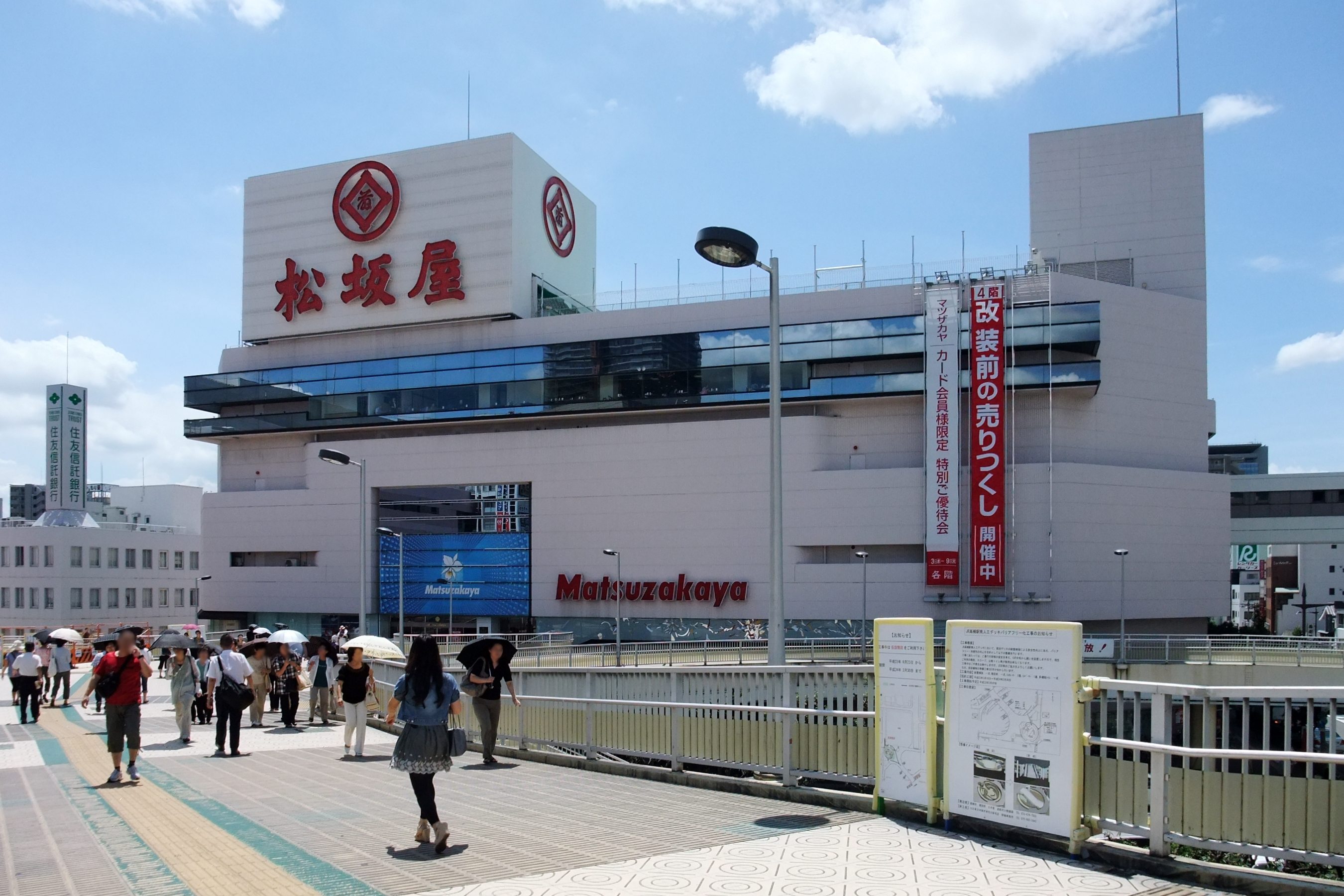
Matsuzakaya Takatsuki
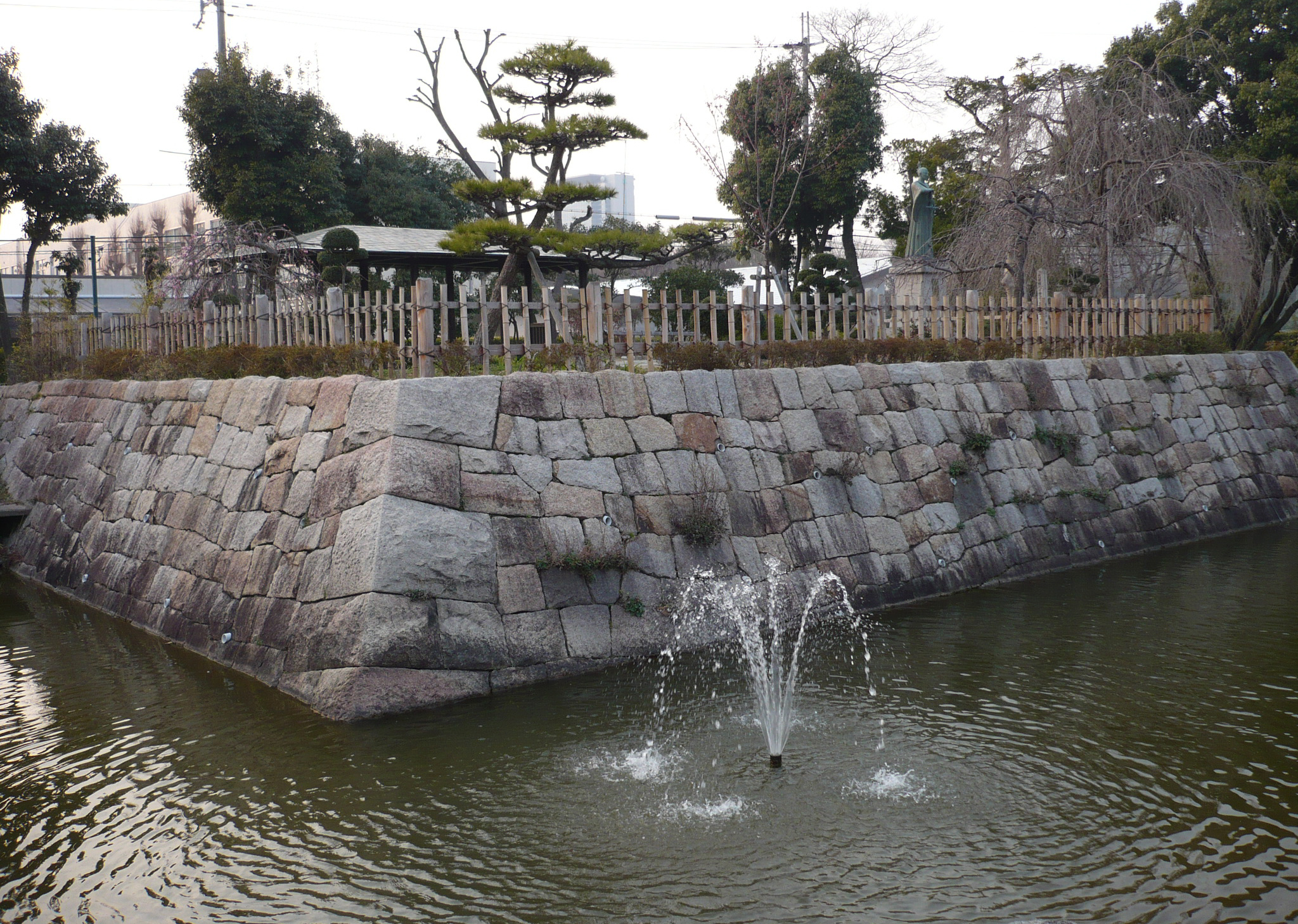
Castello Takatsuki